# مایری بلک
مایری بلک (انگلیسی: Mhairi Black) زاده ۱۲ سپتامبر ۱۹۹۴) سیاستمدار اسکاتلندی عضو حزب ملی اسکاتلند است. او جوان‌ترین نماینده پارلمان بریتانیا در بیش از سیصد سال اخیر است که در بیست سالگی به عضویت مجلس عوام بریتانیا درآمد. او همکنون مشغول به تحصیل در دانشگاه است. رقیب اصلی او در این انتخابات داگلاس الکساندر بود که توانست با کسب ۲۳٬۵۴۸ در مقابل ۱۷٬۸۶۴ رای الکساندر او را شکست دهد.
هنگامی که در مه ۲۰۱۵ انتخاب شد، ۲۰ سال و ۲۳۷ روز سن داشت، که او را به جوان‌ترین نماینده مجلس عوام بریتانیا از زمان قانون اصلاحات در سال ۱۸۳۲ تبدیل کرد، رکورد قبلی متعلق به ویلیام ونتورث فیتزویلیام بود. هنگامی که در سال ۱۸۳۲ انتخاب شد، ۲۰ سال و ۱۱ ماه داشت.